# AIESEC
AIESEC je mezinárodní studenty plně řízená nepolitická nezisková organizace, která rozvíjí vůdčí schopnosti prostřednictvím leadership programů a zapojení studentů a absolventů do mezinárodního výměnného programu. Sdružuje přes 100 000 studentů ze 126 zemí světa, působí na 1700 universitách a ročně zařídí více než 10 000 stáží a zahraničních výměnných pobytů pro studenty a absolventy vysokých škol. Díky tomu je jedna z největších studenty řízených organizací na světě.

## Historie
Myšlenka AIESEC se zrodila již v 30. letech minulého století, kdy zástupci škol z celé Evropy začali s výměnou informací o různých programech a školách specializovaných na obchod a ekonomiku. AIESEC (vyslovuje se „ajsek“) byla původně zkratka pro Association Internationale des Étudiants en Sciences Économiques et Commerciales. Studenti jezdili na praxe do jiných zemí, ale zejména ze své vlastní iniciativy. Se začátkem druhé světové války však došlo k útlumu. V roce 1946 švédský úředník Bertil Hedberg a dva studenti, Jaroslav Zich z Československa a Stanislas Callens z Belgie, založili AIESE, předchůdce AIESEC.
Po druhé světové válce, v roce 1946 se zrodila myšlenka „pomoci rozvoji přátelských vztahů mezi členskými zeměmi“ a v roce 1946 byla organizace AIESE oficiálně založena a jejím prvním prezidentem se stal Čechoslovák Jaroslav Zich a první centrála byla také v Praze. S nástupem komunismu se nemohl Jaroslav Zich nadále činnosti AIESE zúčastnit a tak v roce 1948 vznikla na jejím základě organizace nová, AIESEC. V této době bylo cílem AIESEC „rozšířit vzájemné porozumění národů pomocí pochopení jednotlivců, a tak změnit svět jednoho člověka po druhém“. V roce 1949 se konal druhý kongres ve Stockholmu. Zúčastnilo se ho sedm zemí: Belgie, Dánsko, Finsko, Francie, Nizozemsko, Norsko a Švédsko – a zástupci těchto zemí podepsali zakládající dokument AIESEC.
Na přelomu 50. a 60. let došlo k rozšíření AIESEC do USA. Nejdříve se přidala universita Yale a Columbia bussiness school a po nich následovali další. Američan Morris Wolf byl také zvolen prvním generálním tajemníkem AIESEC, založil první stálé sídlo pro AIESEC v Ženevě, ve Švýcarsku, a zasloužil se o rozšíření AIESEC do Nigérie, Ghany a později také Kamerunu a tím otevřel cestu k rozšiřování AIESEC na další kontinenty.
Brzy se AIESEC stal populárním. Na konci 60. let bylo registrováno 2465 stáži a na konci let sedmdesátých dokonce 4232 stáží. Mezníkem v historii AIESEC se stal “International Theme Programme”, který oficiálně ustanovil mezinárodní, regionální a místní semináře na určitá témata, která časem začala být vodítkem pro další generace členů AIESEC. V následujících desetiletích byla probíranými tématy mezinárodní obchod, manažerské vzdělávání, udržitelný rozvoj, podnikání a společenská odpovědnost

## AIESEC dnes
Dnes se AIESEC označuje jako „Mezinárodní platforma, která v mladých lidech hledá a rozvíjí jejich potenciál“. Se svými 70 000 členy ze 126 zemí světa je AIESEC největší studenty řízenou organizací na světě. Nabízí mladým lidem možnost účastnit se zahraničních stáží, vyzkoušet si vedení týmu a zapojit se do vzdělávacího prostředí. Mezi hlavní aktivity AIESEC patří zejména organizování zahraničních výměnných pobytů, ale také vzdělávání mladých lidí a studentů, pomoc v jejich osobním rozvoji a zprostředkování kontaktu s firmami. AIESEC je také charakteristický svým přístupem a to zejména snahou o pozitivní společenské změny.

## Hlavní aktivity AIESEC

### Mezinárodní výměnné praxe (stáže)
AIESEC nabízí vysokoškolským studentům možnost vyjet na zahraniční stáž do celého světa. Hlavním smyslem stáže je pracovní a kulturní zkušenost z jiné země.
Uchazeč o praxi s AIESEC prochází výběrovým řízením, které se skládá z jazykových testů a assessment centra. Firmy specifikují své požadavky na praktikanta, především jazykové znalosti a zemi původu. Všichni uchazeči o praxi a firmy, které mají zájem přijmout praktikanta, jsou pak vedeni v on-line databázi Insight XP, která dává dohromady praktikanty a konkrétní praxe.

### Vzdělávací projekty
AIESEC nabízí mnoho projektů pro rozvoj a popularizaci podnikání, mezikulturního porozumění a leadership schopností mladých lidí.

### Práce v týmech a vedoucí pozice
Každý člen AIESEC má možnost vyzkoušet si, jaké to je pracovat v týmu lidí. Po půl roce působení jako člen týmu mohou obsadit některou z celé řady vedoucích pozic – vést vlastní tým nebo být ve vedení pobočky (angl. Executive Board (EB)). Studenti tak mají možnost si vyzkoušet, jaké to je vést skupinu lidí a být členem velké mezinárodní organizace.

### Konference
Pro své členy pořádá AIESEC během roku celou řadu konferencí, po celém světě jich proběhne na 470 a v České republice pak především 3 velké národní konference (vždy v lednu, dubnu a listopadu). Těchto konferencí se pravidelně zúčastní i zástupci velkých firem jako je Coca Cola, ČSOB, KB, Telefónica, Česká spořitelna, Deloitte a spousta dalších. Členové AIESEC tak mají možnost setkat se v neformálním prostředí i se zástupci korporátní scény.

## Struktura
AIESEC působí na čtyřech úrovních:
- místní pobočky (local committee – LC)
- národní pobočky (member committees – MC)
- regiony (regional offices – RO)
- AIESEC International (AI).

Místní pobočky (LC) jsou zakládány na univerzitě nebo skupině blízkých univerzit, a jsou odpovědné za funkční provoz mezinárodních stáží a leadership programy.
Každá země (někdy také skupina zemí nebo teritorií v rámci země), kde působí AIESEC, má svou vlastní národní pobočku (MC), která koordinuje aktivity v této oblasti, jako jsou národní konference, partnerství ve větším než lokálním rozsahu, národní projekty a vztahy s vládami jiných zemí (jako například víza). Obecně platí, že členové MC jsou voleni LC pobočkami a často také dostávají plat jako pracovníci na částečný či plný pracovní úvazek.
Podobná podpora, kterou MC poskytují LC, můžeme nalézt i mezi AI a MC. Také zde jsou členové AI voleni jednotlivými MC.
Obecně se AIESEC skládá z těchto oddělení: rozvoj podnikání, outgoing exchange (stážisté odjíždějící z dané země do zahraničí), incoming exchange (stážisté přijíždějící ze zahraničí do dané země), talent management (podobné jako oddělení lidských zdrojů ve firmě), finance, projekty a komunikace (vztahy s veřejnosti – PR, vztahy s firmami – CR).

## AIESEC Česká republika
Iniciátorem vstupu československých studentů ekonomie do AIESEC byl v roce 1965 student VŠE v Praze Miloš Motoška. ČSR byla do AIESEC přijata na kongresu v Tel Avivu v březnu 1966 jako 42. členská země. Prvním národním prezidentem byl v roce 1966 Miloš Motoška. Po invazi spojeneckých vojsk v roce 1968 neměl AIESEC v ČSR lehkou pozici, ale přesto působil, i když v rámci Socialistického svazu mládeže (SSM).
Struktura AIESEC Česká republika sestává z národní centrály (MC) a 5 místních poboček (LC):
- AIESEC Česká republika (MC)
- AIESEC Brno
- AIESEC ČZU Praha
- AIESEC Olomouc
- AIESEC Plzeň
- AIESEC Praha

Dohromady AIESEC Česká republika sdružuje více než 200 členů studujících po celé republice.
Ve výsledcích výměnného programu se AIESEC ČR momentálně umisťuje na 22. pozici a pobočka AIESEC Praha patří mezi 20 nejlepších na celém světě. Ročně zprostředkuje celá Česká republika více než 900 zahraničních stáží.
AIESEC v České republice také pořádá mnoho celonárodních projektů pro studenty základních, středních a vysokých škol a také pro firmy.

### Projekty AIESEC
- EDISON – Jeho cílem je především podpora mezikulturního vzdělávání na středních školách. Projekt funguje pod záštitou Ministerstva školství mládeže a tělovýchovy.
- SPEAK – Projekt zaměřený na rozvoj anglického jazyka. Výuku vede vždy zahraniční lektor s výbornou znalostí angličtiny. Kromě angličtiny se objevují i výuky španělštiny, němčiny a francouzštiny.
- MY HOME – Projekt MY HOME je vzdělávací projekt pořádaný AIESEC ČZU Praha zaměřený na podporu mezikulturního vzdělávání dětí žijících v dětských domovech. Umožňuje jim cestovat a poznat nové kultury aniž by překročili hranice (travelling without crossing the borders – heslo projektu)
- Career Days – V současnosti největší projekt AIESEC ČR. Dvoudenní seminář plný workshopů a přednášek na různá témata, který pomáhá najít práci absolventům univerzit z celé země.

## AIESEC alumni
AIESEC Alumni International (zkráceně AAI) je celosvětové dobrovolné sdružení bývalých členů AIESEC. Toto sdružení existuje od roku 1986 a stejně jako AIESEC je také AAI mezinárodní, nepolitické, nezávislé a neziskové sdružení, které spojuje své členy bez rozdílu pohlaví, občanství, náboženství, rasového či kulturního původu. Je založeno na základě neobchodních vztahů a důvěře. Prostřednictvím svých členů z celého světa si toto sdružení klade za cíl i nadále podporovat mezinárodní a mezi-kulturní porozumění v souladu se základními principy AIESEC pro profesní a osobní rozvoj svých členů a pro dobro společnosti. Formou workshopů přednášek a tréninků pomáhají současným členům rozvíjet jejich schopnosti a znalosti z různých oblastí. 
Mezi významné AIESEC Alumni patří například:
- Cavaco Silva
- Martti Ahtisaari
- Janez Drnovsek
- Džuničiró Koizumi
- César Gaviria
- Nerses Yeritsyan
- Micheline Calmyová-Reyová
- Francisco Gil Díaz
- Ratan Tata
- Adi Godrej
- Nandan Nilekani
- Klára Dobrev
- Andrej Babiš
- Hana Machková

## Partneři
AIESEC jako globální organizace má za sebou desítky let spolupráce s mezinárodními korporátními i neziskovými organizacemi. Celosvětově spolupracuje s více než 3.000 partnery na lokální, národní i mezinárodní úrovni. V České republice spolupracuje s nejvýznamnějšími společnostmi na českém trhu. Pomáhají AIESEC v oblasti rozvoje mladých lidí, rozvíjení talentů a spolupracují s AIESEC na zahraničních odborných stážích a projektech jako jsou Career Days, tvojekariera.cz či konference AIESEC. Mezi hlavní partnery patří zejména Komerční banka, Accenture, Česká spořitelna, Coca Cola HBC, ČSOB, Unilever a mediální partneři Moravské hospodářství a Studenta.cz.